# Йоги Бхаджан
Харбхаджан Сингх Хальса Йогиджи (при рождении Харбхаджан Сингх Пури) (26 августа 1929 — 6 октября 2004), известный также как Йоги Бхаджан и Сири Сингх Сахиб — индийский и американский йог и предприниматель, познакомивший США с Кундалини-йогой и сикхизмом. Он занимал должность духовного директора фонда 3HO (Healthy, Happy, Holy Organization) («Здоровые, счастливые, благословенные»), который сегодня является одним из крупнейших в мире учреждений, обучающих йоге, а также был защитником целостной доктрины сикхизма.

## Юность и школьные годы
Харбхаджан Сингх родился 26 августа 1929 года в сикхской семье в Кот Харкарне, район Гуйранвала, провинция Пенджаб (Британская Индия). Его отец, кандидат наук Картан Сингх Пури, был врачом при английской администрации. Его мать — Харкришан Каур. Это была обеспеченная семья землевладельцев, которым принадлежала большая часть деревни в предгорье Гималаев.
Наибольшее влияние на развитие ребёнка оказал его дед по линии отца Бхай Фатен Сингх. Фатен Сингх передал ему сущность сикхского учения и привил ребёнку уважение ко всем религиям и благоговение к безмолвной загадке жизни. Будучи подростком, Харбхаджан Сингх провёл несколько лет с требовательным учителем Сант Хазар Сингхом, который назвал его Мастером Кундалини-йоги в 16-летнем возрасте.
Харбхаджан Сингх вынужден был прервать обучение в школе в 1947 году из-за насильственного разделения Индии, когда он и его семья эмигрировали в Нью-Дели. Там Харбхаджан Сингх посещал лагерный колледж, который очень быстро собрал вместе несколько тысяч студентов-эмигрантов, и организовал Сикхскую студенческую федерацию в Дели. Через четыре года он закончил этот колледж с дипломом магистра экономики.

## На индийской государственной службе
В 1953 году Харбхаджан Сингх Пури поступил на государственную службу. В том же году он женился на Индерджит Каур. Вскоре у них родились трое детей: сыновья Ранбир и Кулбир и дочь Камалджит.
Харбхаджан Сингх служил в налоговом управлении и по долгу службы разъезжал по всей Индии. Затем он был назначен на пост таможенного инспектора самого большого аэропорта страны, расположенного близ Дели.

## Изучая йогу в Индии
Всю свою жизнь Харбхаджан Сингх продолжал свою практику и постижение йогических знаний. Связанные с госслужбой обязанности часто облегчали поездки в отдаленные ашрамы, монастыри и обители отшельников, где он встречался с ведущими уединённый образ жизни йогинами и свами. Иногда Йоги Бхаджан отыскивал их, чтобы оценить, насколько они заслуживали почтения, так как в Индии всегда было более чем достаточно претендующих на звание «святых людей». А иногда он действительно отправлялся к ним, чтобы перенять особые знания того или иного садху.
В середине 1960-х годов Харбхаджан Сингх стал инструктором в Ашраме Вишвайатан (Vishwayatan Ashram) в Нью-Дели, под руководством Дхирендры Брахмачари (Dhirendra Brahmachari). Этот центр йоги часто посещал премьер-министр Джавахарлал Неру, его дочь Индира Ганди, а также дипломаты и сотрудники посольств иностранных государств.

## Переезд в Северную Америку
Харбхаджан Сингх эмигрировал в Канаду в 1968 году. Несмотря на то, что обещанная университетская должность декана факультета йогических учений так и не стала реальностью в связи со смертью спонсора, Харбхаджан Сингх Йогин оказал значительное влияние на состоящую преимущественно из выходцев из Англии метрополию. За три месяца он организовал классы в нескольких отделениях YMCA (Христианской ассоциации молодых людей), стал соучредителем йога-центра, дал интервью для национальной прессы и телевидения и помог начать работы по созданию первого сикхского храма в восточной Канаде, приуроченному к 500-летнему юбилею со дня рождения Гуру Нанака, который отмечался год спустя.
Позже, в 1968 году, с бородой и в тюрбане, Йоги Бхаджан отправился навестить друга в Лос-Анджелес, однако задержался там, чтобы поделиться учением Кундалини-йоги с длинноволосыми приверженцами контркультуры, хиппи из Калифорнии и Нью-Мексико. По сути, он нашёл своё призвание.

## Кундалини-йога школы Йоги Бхаджана
Практика и философия йоги в целом считаются частью культуры индуизма, но Йоги Бхаджан отличался именно как учитель и практик йоги сикхских гуру. Как оказалось, многим сикхам было сложно принять такое построение, так как они считали йогу не подобающей сикху практикой, ведущей в результате к поглощению морем паниндуизма.
Хотя в некоторых кругах сикхизма это считалось несколько спорным, Йоги Бхаджан обращался к фундаментальным, основополагающим корням учения сикхов. Он часто цитировал слова Бхаи Гурдаса (Bhai Gurdas): «Сикхи-йогины остаются свободными и осознанными в мире, полном привязанностей» (Вар 29, Стих 15)
Основываясь на трёх столпах традиционной системы йоги Патанджали — дисциплине, самосознании и посвящении себя, — Кундалини-йога школы Йоги Бхаджана не приветствует крайности аскетизма или отречения. Йоги Бхаджан призывал своих студентов создавать семьи, заниматься бизнесом и жить полноценной социальной жизнью. Йоги Бхаджан настаивал на том, чтобы студенты не поклонялись Богу, а тренировали свой ум для получения опыта Бога.
Йоги Бхаджан стал известен как мастер Кундалини-йоги, но, по сути, его жизнь и учение больше отражало Радж-йогу, йогу жизни в непривязанности, но в то же время в полной включённости в мир.

## Организация «Здоровые, счастливые, благословенные»

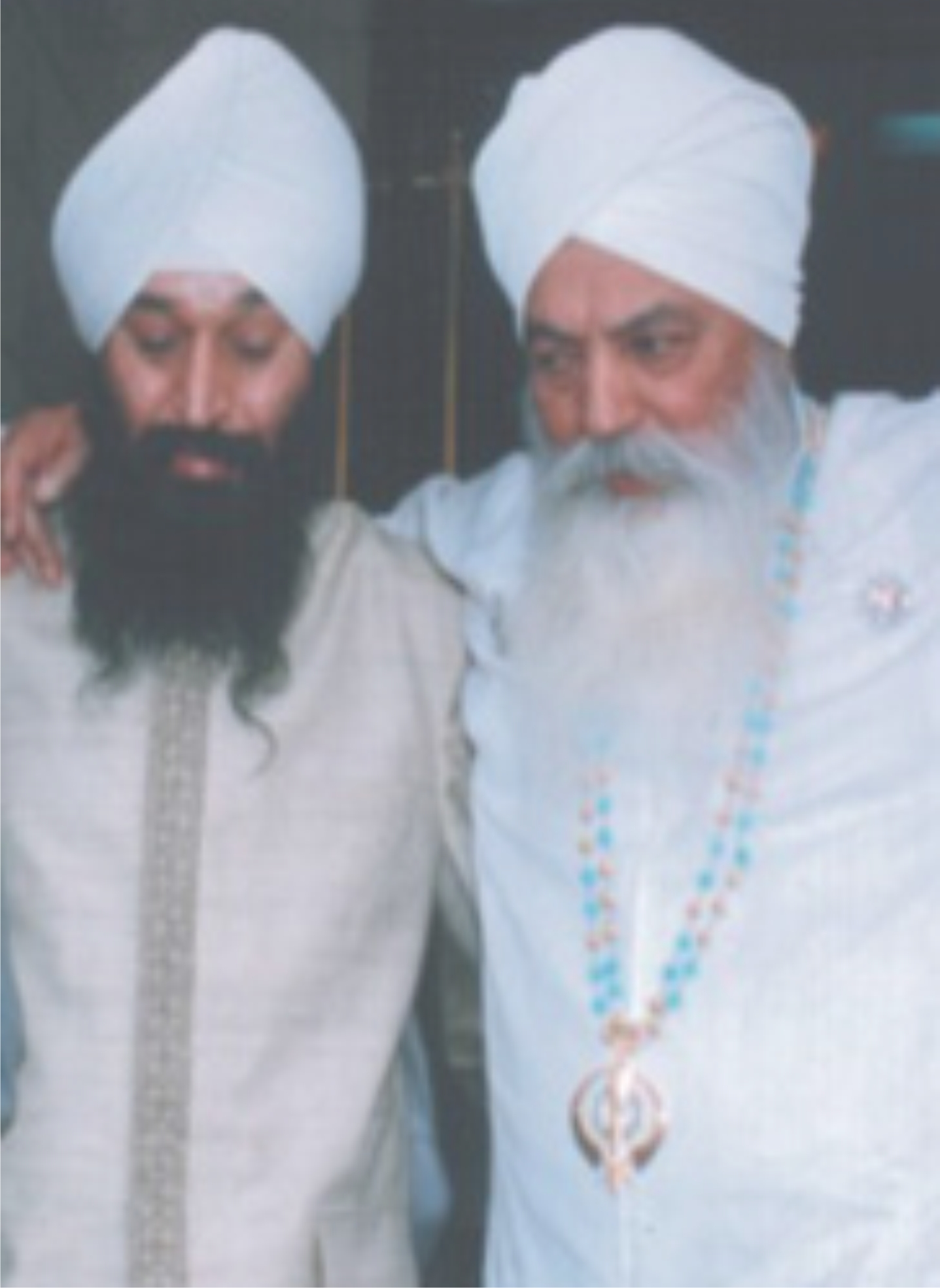
Йоги Бхаджан и Бхай Сахиб Сатпал Сингх Халса

В 1969 году Йоги Бхаджан основал организацию 3HO («Здоровые, счастливые, благословенные») для продолжения своей миссионерской деятельности. Его посылом было, что каждый человек обладает правом по рождению быть здоровым, счастливым, благословенным. Дело только в том, чтобы отучиться от одних привычек и заменить их более благотворной, возвышающей повседневной дисциплиной.
Для некоторых из свободолюбивых хиппи дисциплина Йоги Бхаджана оказалась не по силам. Другие же, однако, приняли её почти естественно. Большинство из них уже носили длинные волосы. Многие уже были вегетарианцами. Им нравилось испытывать возвышенные состояния сознания. Также у них было глубокое желание чувствовать, что они вносят вклад в дело мира и социальной справедливости. Йоги Бхаджан предложил им всё это, а также активную йогу для жизни, всеобъемлющий холистический подход и дух высшего предназначения.
К 1972 году существовало уже более сотни йоговских ашрамов 3HO, главным образом в США, но также и в Канаде, Европе и Израиле. Каждое утро студенты-учителя вставали, чтобы принять холодный душ и выполнить 2,5-часовую практику йоги и медитации ещё до рассвета. Часто они посвящали остаток дня какому-либо «семейному бизнесу», будь это ресторанчик здорового питания, бизнес по благоустройству или ещё что-то. Сикхи должны зарабатывать честным трудом «в поте лица своего», и многие так и поступали.
К 1990-м произошёл сдвиг в культуре. На личном уровне ранние подъёмы и открытое следование сикхскому образу жизни стали считаться скорее необязательной альтернативой, чем подразумеваемым указанием к действию. В то же самое время уцелевшие деловые начинания коммуны превратились в корпорации и значительно выросли, чтобы держаться на уровне с растущим спросом на продукцию и услуги для здоровой жизни. В этот период по всему миру также возрос интерес к йоге.
Идя в ногу со временем, Йоги Бхаджан создал Международную ассоциацию учителей Кундалини-йоги (IKYTA), которая должна была заниматься установлением стандартов для учителей и распространением учения.
В 1994 году Организация 3HO стала членом ООН как неправительственная организация, в статусе консультанта Экономического и Социального Совета, поднимая проблемы женщин, выступая в защиту человеческих прав и просвещая об альтернативных системах медицины.

## Хронология эпохи Водолея
Весной 1969 года, вскоре после того, как Йоги Бхаджан начал учить в Лос-Анджелесе, хит «Водолей/Впустите солнечный свет» (Aquarius/Let the Sunshine In) был на верхушке музыкальных чартов и звучал повсюду. Исполнители, «Пятое измерение» (The 5th Dimension), оказались приписаны к звукозаписывающему лейблу, которым владел один из его студентов (который также был его поручителем по грин-карте), музыкант и предприниматель Джонни Риверз (Johnny Rivers).
Йоги Бхаджан включил понятие рассвета новой эпохи в своё учение, таким образом сочетав западную астрологию с сикхской традицией. «Гуру Нанак», — провозгласил Йоги Бхаджан, — «был гуру эпохи Водолея». Это будет эпоха, когда люди сначала будут получать опыт чувствования Бога, а уж затем будут верить в Него; не так, как в прежние времена, когда вера давала верующему освобождение.
Время наступления эпохи Водолея варьировалось с годами, но в 1992 году Йоги Бхаджан установил его на 2012 год и дал своим студентам набор утренних медитаций для ежедневной практики вплоть до этой даты, чтобы они могли подготовиться к ней.

## Связи с коренными жителями
Некоторые из самых первых учеников Йоги Бхаджана в Лос-Анджелесе прежде жили в Нью-Мексико, где на них оказали влияния учения коренных жителей, особенно хопи. Чтобы исполнить их желание, Йоги Бхаджан отправился с ними в июне 1969 года на празднование летнего солнцестояния в индейскую резервацию в Тезуке (Tesuque Indian reservation) вблизи Санта-Фе.
На следующий год на празднование прибыла делегация старейшин индейцев племени хопи. Они рассказали свою древнюю легенду о том, что перед концом нашего века тьмы с Востока придёт облачённый в белое воин (белый бизон) и создаст армию воинов в белом, которые поднимутся и защитят «Единый Высший Дух». Индейцы провели очистительный ритуал, предшествующий поиску видения, и священная стрела была передана в знак доверия Йоги Бхаджану. Старейшины объяснили, что именно он и был облачённым в белое воином из их легенды.
Семь лет спустя Йоги Бхаджан получил в дар большой участок земли в горах Хемес (Jemez Mountains), где, по указанию индейцев хопи, тысячелетиями собирались племена для проведения священных церемоний. Старейшины сказали, что эту землю необходимо подготовить, чтобы «великие племена могли снова ощутить Единый Высший Дух, и чтобы Он распространился на всех людей в мире». Эта земля была названа «Рам Дас Пури», и с тех пор каждый год празднованиями и молитвами там отмечается летнее солнцестояние. С 1990 года в церемонию были включены также священные молитвенные шествования индейцев хопи.

## Паломничество в Амритсар
Для Йоги Бхаджана самая большая проверка его учения наступила зимой 1970-71 годов, когда он привёз около 84 американцев из своего окружения в качестве паломников в Амритсар в Индию. Это была трудная, изнурительная поездка. Пенджабские сикхи никогда прежде не видели людей с Запада в тюрбанах. Поначалу они отнеслись к ним с подозрением.
Со своей стороны, справившись с трудностями, студенты Йоги Бхаджана почувствовали настоящее родство с сикхской культурой и с радостью восприняли её. Двадцать шесть из них приняли обеты и вступили в Орден Хальсы как полноправные сикхи.
Главы сикхов священного города Амритсара были в смятении. Поняв, что преданность людей с Запада была истинной, они стали размышлять о том, как воздать честь Йоги Бхаджану за более чем неожиданное пополнение их рядов.
3 марта 1971 года перед местом, где по традиции сидят представители гражданской власти сикхов, Акал Тахат(Akal Takhat), Сант Фатех Сингх (Sant Fateh Singh) и Сант Чанан Сингх (Sant Chanan Singh) одарили Харбхаджана Сингха церемониальным мечом и почётным облачением и наградили уникальным титулом. Они заключили, что Йоги Харбхаджан Сингх действительно воспитал «Сингх Сахибов» (Singh Sahibs, благородных львов), и для продолжения его трудов ему потребуется более высокое звание. По этой причине они дали Йоги Бхаджану беспрецедентный титул «великого благородного льва»: Сири Сингх Сахиб (Siri Singh Sahib).

## Межконфессиональное сотрудничество
Летом 1970 года Йоги Бхаджан участвовал в неформальном мероприятии «Джэм святых людей» («Holy Man Jam») в Колорадском университете в Боулдере, вместе со Свами Сатчиданандой, Стивеном Гаскином с Фермы в Теннеси, дзен-буддистом Биллом Кван-роши и другими национальными светилами. Несколько недель спустя Йоги Бхаджан пошёл дальше в этом вдохновении и организовал встречу духовных учителей, чтобы привлечь и вдохновить 200 000 участников поп-фестиваля в Атланте, на сцене между выступлениями музыкальных групп.
Эти эпохальные события послужили пробуждению интереса к межконфессиональным обсуждениям, которых мир не видел с 1920-х годов. В 1972 году Йоги Бхаджан участвовал в круглых столах по обсуждению вопросов религии в университетах Гарварда, Корнелла, Бостона, а также в Массачусетском технологическом институте. В том же году Йоги Бхаджан посетил папу римского Павла VI и посоветовал ему созвать на встречу во имя дружбы и понимания представителей всех религий. Он напомнил Павлу VI, что католический означает «всеобщий», и предположил, что как глава самой большой в мире религиозной организации он будет самым подходящим лидером, который смог бы провести у себя и возглавить такую встречу.
Йоги Бхаджан поддерживал отношения с католической церковью при папе римском Иоанне Павле II. Они встречались в 1983, а затем и в 1984 годах. Когда Золотой храм подвергся атаке индийской армии, что привело к гибели многих сотен паломников, понтифик направил свои официальные соболезнования.
Во время объявленного ООН годом мира 1986 года Йоги Бхаджан учредил ежегодный День молитвы за мир для людей всех вероисповеданий в день летнего солнцестояния в окрестностях Санта-Фе.
В том же году папа римский Иоанн Павел II организовал встречу представителей различных религий мира, предложенную Йоги Бхаджаном за 14 лет до этого. Йоги Бхаджан не смог приехать в Италию для участия в этом событии, но принял участие в церемонии, проведённой в тот же день в Лос-Анджелесе.
На всем протяжении 1970-х и 1980-х годов Йоги Бхаджан был активным участником и главой многочисленных межконфессиональных советов и форумов, включая Межконфессиональный совет Южной Калифорнии, Мировую конференцию по единству человека и Мировой парламент религий.

## Отношения между полами
Йоги Бхаджан, сын уважаемой матери, был глубоко шокирован и оскорблён эксплуатацией женщин в Америке. В 1971 году он учил женскую группу студентов, называя их «Божественной Благодатью» («Grace of God»). Так было положено начало Движению в поддержку женщин Америки «Grace of God». Оно тут же стало пикетировать стрип-клубы в Голливуде, но главный акцент Йоги Бхаджан делал на новом образовании для самого большого эксплуатируемого класса Америки.
Эта работа началась всерьёз летом 1975 года, когда Йоги Бхаджан устроил 8-недельные занятия в лагере в Нью-Мексико, где он обучал психологии успешной женщины. Последовательные занятия в лагерях включали такие предметы, как боевые искусства, лазанье по канату, стрельбу из огнестрельного оружия и искусство врачевания. Такие практики способствовали построению характера и воспитанию уверенности в себе у женщин, проходивших обучение, поэтому эти лагеря были названы «Учебные лагеря женщин Хальсы»
Хотя Йоги Бхаджан и провёл несколько курсов выходного дня для мужчин, основной акцент он делал на обучении женщин, признавая в них основу любого общества и желая решительно прекратить угнетение женщин Запада и разрушение семей. Он говорил: «Бог живёт в уютном доме».
Йоги Бхаджан не только поощрял практику естественных родов и кормления грудью, которая в начале 1970-х годов не так уж широко применялась, но и возродил древний индийский обычай отмечать приход в мир новой души на 120-й день беременности. Он подчёркивал почётность и божественность беременности. Прибегая к этому историческому обычаю, Йоги Бхаджан также призывал своих студенток практиковать планирование семьи. (В католической традиции, которая очень большое значение придаёт этому вопросу, убеждение, что беременность на самом деле начинается с момента появления первых признаков шевеления плода, то есть около 4-го месяца, существовало до папы римского Пия IX.) Они должны только в том случае вступать в материнство, если они полностью готовы принять всю ответственность, а если нет, прервать беременность до второго триместра гораздо более предпочтительно (и конечно же не греховно), чем принести душу в недостойные обстоятельства.
Йоги Бхаджан также учил матерей, что следует пеленать младенцев и что семья должна спать вместе — ещё одна традиционная практика, хотя потом он сказал, что потерял почти треть своих студентов именно после того класса, когда учил их этому.
Что касается гомосексуальности, Йоги Бхаджан поначалу был шокирован этим феноменом. В 1970-х и в начале 1980-х годов он учил, что это состояние можно излечить, интенсивно практикуя йогу и применяя самоанализ. К концу 1980-х, однако, Йоги Бхаджан пришёл к выводу, что «иногда Бог шутит» и даёт мужчинам женские тела и наоборот.

## Борьба за ядерное разоружение
Начиная с 1982 года, когда США и СССР начали дорогостоящую, опасную и, как казалось, бесконечную гонку вооружений, Йоги Бхаджан принялся объединять других лидеров, выступая с требованием двустороннего ядерного разоружения.
Усилия Йоги Бхаджана имели форму выступлений на многочисленных митингах по разоружению, а также мобилизации своих студентов, которых он призывал разъяснять своим друзьям и родным, в чём состоят опасности ядерной войны.
Вскоре после того, как Йоги Бхаджан начал свою деятельность против оборонной политики правительства США, особое исключение из правил, которое позволяло сикхским мужчинам служить, сохраняя отличающие их тюрбаны и бороды, было у них отобрано.

## Единство сикхов
Даже выходя за привычные рамки, расширяя охват сикхского учения и призывая к ответу нечестивцев, Йоги Бхаджан также следил за единством сикхов. В то время как некоторые в Пенджабе критиковали его усилия — в особенности его административные титулы, структуры и символы — как неортодоксальные, другие, исследовав вопрос, не скупились на похвалы. Так случилось, например, в 1974 году, во время приезда делегации, в состав которой входили Гурчаран Сингх Тохра (Gurcharan Singh Tohra), Президент Комитета Широмани Гурдвара Парбандхак (Shiromani Gurdwara Parbandhak Committee), Махиндер Сингх Гьяни (Mahinder Singh Giani), Секретарь Комитета Широмани Гурдвара Парбандхак (Shiromani Gurdwara Parbandhak Committee), Сардар Хукам Сингх (Sardar Hukam Singh), Президент Комитета Шри Гуру Сингх Сабха Шатабдхи (Sri Guru Singh Sabha Shatabdhi) и Сурджит Сингх Барнала (Surjit Singh Barnala), Генеральный Секретарь Акали Дал (Akali Dal).
В 1979 году официальный Профессор сикхизма, доктор Капур Сингх (Dr. Kapur Singh), приехал из Амритсара и обратился к Совету Хальсы, управляющего совета Йоги Бхаджана, с заверением, что они остаются в рамках сикхской традиции.
В 1986 году, когда движение Халистан (сепаратистское сикхское движение в Индии) стало играть всё более раскалывающую сикхское сообщество роль, Йоги Бхаджан назначил Бхаи Сахиб Бхаи Дживана Сингха (Bhai Sahib Bhai Jiwan Singh) из Аханд Киртаин Джата (Akhand Kirtani Jatha) на должность Джатедара (Jathedar, Секретаря) Сикхского Единства.
Хотя Йоги Бхаджан способствовал созданию новой культуры сикхов в Западном полушарии — йогов-гурсикхов, говорящих на английском, испанском, немецком и итальянском, — он не приветствовал искусственных делений, отделяющих сикхов друг от друга, будь то на кастовых, расовых, национальных или любых иных основаниях. Он ценил сикхское единство и всегда считал себя прежде всего сикхом. Это было умело отражено в новом сикхском средстве массовой информации, ресурсе Sikhnet.com, который сейчас служит сикхам по всему миру. Этот проект был начат студентами Йоги Бхаджана, когда интернет только стал развиваться, и теперь это самый большой и многогранный сикхский ресурс в киберпространстве.

## Политическое влияние в США
Йоги Бхаджан не питал никаких иллюзий относительно важности политических связей для достижения успеха в Соединённых Штатах и не уклонялся от политических функций. Будучи против таких сторон режима правительства Рейгана, как большие долги и высокий уровень безработицы, Йоги Бхаджан одобрял уверенную внешнюю политику и в особенности усилия США по выводу Советского Союза из Афганистана.
Известно, что ещё с 1970 года Йоги Бхаджан посещал членов Конгресса в их вашингтонских офисах. Он также находился в дружеских отношениях со сменяющими друг друга на посту губернаторами штата Нью-Мексико. В целом Йоги Бхаджан был известен как демократ. С 1980 года он был другом и советником видного политика Билла Ричардсона.

## Искусство исцеления
Когда президент США Никсон назвал наркотики «внутренней проблемой номер один», Йоги Бхаджан запустил пилотную программу с двумя наркоманами, имевшими долговременную зависимость от героина, в Вашингтоне в 1972 году. На следующий год полномасштабный наркологический центр под названием «3НО СуперЗдоровье» («3HO SuperHealth») был открыт в Тусоне, штат Аризона. Там использовалась программа, включающая Кундалини-йогу, диету и массаж для исцеления наркозависимых людей. Она была отмечена в 1978 году как одна из десятки лучших наркологических программ в США, с долей выздоровления в 91 %.
Задолго до того, как термин «стресс» получил широкое распространение, Йоги Бхаджан предупреждал своих студентов о приливной волне безумия, которая должна была вскоре поглотить современное индустриализированное общество. В качестве средства против этого Йоги Бхаджан дал сотни техник йоговских упражнений и медитаций. Многие были традиционно известны благодаря их эффектам успокоения и исцеления ума и тела. Некоторые из этих техник были научно изучены и применены в клинической практике с положительными результатами.
Один из наиболее заметных успехов был достигнут Дхармой Сингхом Хальса (Dharma Singh Khalsa), доктором медицины, чьё холистическое лечение болезни Альцгеймера при помощи йоги и других терапевтических средств получило похвальную оценку главы системы здравоохранения США.

## Успехи в бизнесе
Йоги Бхаджан поощрял своих студентов в занятиях бизнесом и был доверенным советником многих успешных предприятий. Самое известное из них — компания «Йоги Ти» (Йоги Чай, Yogi Tea), которая фасует и продаёт чай по рецептам Йоги Бхаджана, Голден Темпл Бейкери (Golden Temple Bakery), специализирующаяся на натуральных продуктах из зерновых, компания по производству товаров для здоровья и красоты (Soothing Touch), Акал Секьюрити (Akal Security) и центр йоги Yoga West Center в Лос-Анджелесе.
Десять процентов от прибыли компании Peace Cereals идут на проведение ежегодного Дня Молитвы о Мире (Peace Prayer Day), проходящего в Рам Дас Пури (Ram Das Puri), вблизи Санта Фе, штат Нью-Мексико.

## Академия Мири Пири
В 1998 году Йоги Бхаджан основал Академию Мири Пири (Miri Piri Academy) в Индии, недалеко от Амритсара. Особая школа по типу пансиона предлагает обучение по обычной программе плюс сикхские предметы и ежедневную практику йоги, медитации и служения. В настоящее время в ней учатся студенты семнадцати национальностей.

## Смерть
Йоги Бхаджан умер от осложнений после сердечного приступа в своём доме в Эспаньоле (Española), штат Нью-Мексико, 6 октября 2004 года, в возрасте 75 лет. У него остались вдова Индерджит Каур (Inderjit Kaur), сыновья Ранбир Сингх (Ranbir Singh) и Кульбир Сингх (Kulbir Singh), дочь Камальджит Каур (Kamaljit Kaur) и пятеро внуков.

## Регалии
Помимо титула Сири Сингх Сахиб («Siri Singh Sahib»), которым его удостоили перед священным Акал Тахтом в Амритсаре в 1971 году, Йоги Бхаджан также был назван Бхаи Сахиб («Bhai Sahib») в 1974 году.
Аббатство мира в Шерборне, Массачусетс, присудило Йоги Бхаджану Премию Мужества сознания 17 ноября 1995 года.
В 1999 году, на трёхсотлетнюю годовщину основания Ордена Хальсы в Анандпуре Сахиб (Anandpur Sahib) в Индии, Йоги Бхаджан получил ещё одно редкое почётное именование, титул Пант Раттан («Panth Rattan») — Жемчужина сикхской нации
После ухода из жизни Йоги Бхаджан стал одним из числа избранных, куда входили доктор Мартин Лютер Кинг, Мать Тереза и папа римский Иоанн Павел II: относительно этих людей Конгресс США обеими партиями принял резолюцию, почтившую их жизнь и работу.
В апреле 2005 года улица New Mexico Highway 106 была переименована в память Йоги Бхаджана и названа Yogi Bhajan Memorial Highway.

## Критика и скандалы вокруг Йоги Бхаджана
В последние годы, спустя более 15 лет после смерти Йоги Бхаджана в американском обществе начали всплывать скандалы, связанные с возможным злоупотреблением своим влиянием и сексуальным насилием со стороны Йоги Бхаджана по отношению к нескольким женщинам из его окружения.
Наиболее активно об этом заговорили после выхода книги «Премка. Белая птица в золотой клетке – моя жизнь с Йоги Бхаджаном» (Premka. White Bird in a Golden Cage – My Life with Yogi Bhajan), написанной Памелой Сарой Дайсон (Pamela Saharah Dyson), которая была личным секретарём Йоги Бхаджана на протяжении 16 лет, начиная с первых месяцев его миграции в Северную Америку. В книге Премка описывает свою историю, в частности, упоминает о том, она была беременна от Йоги Бхаджана и что у неё был нелегальный аборт, состоявшийся по настоянию учителя.
Книга породила дискуссии, официальные расследования, выход ряда значимых фигур из организации 3HO и отказа от практики и преподавания йоги вообще многими известными тренерами йоги.
Организация 3HO в ответ выводы расследований, заявила, что: «Мы не планируем стереть Йоги Бхаджана как основателя, но он больше не является номинальным руководителем и моральным компасом нашей организации. Это изменение будет отражено во всех наших коммуникациях, включая наш веб-сайт и каналы социальных сетей» и согласилась с выводами о том, что «скорее всего, Йоги Бхаджан совершал несколькими видов сексуальных проступков и злоупотреблял своей властью как духовный лидер.»

## Публикации
- Yogi Bhajan, The Teachings of Yogi Bhajan, Pomona/Berkeley, Arcline Publications, 1977.
- Siri Singh Sahib Bhai Sahib Harbhajan Singh Khalsa Yogiji (Yogi Bhajan), Furmaan Khalsa: Poems to Live By, Columbus, Ohio, Furman Khalsa Publishing Company, 1987.
- Yogi Bhajan with Gurucharan Singh Khalsa, The Mind: Its Projections and Multiple Facets, Espanola, New Mexico, Kundalini Research Institute, 1997.
- Yogi Bhajan, The Game of Love, A Book of Consciousness: The Poems and Art of Yogi Bhajan, Sikh Dharma, 2007.